# Gomeza bicornis
Gomeza bicornis is een krabbensoort uit de familie van de Corystidae. De wetenschappelijke naam van de soort is voor het eerst geldig gepubliceerd in 1831 door Gray.